# RG-6轉輪式榴彈發射器
RG-6（俄語：РГ-6；俄罗斯国防部火箭炮兵装备总局代號：／）是一款由前苏联運動及狩獵武器中央設計研究局（TsKIB SOO）所研製、現在由俄罗斯KBP儀器設計廠所生產的輕型雙動操作6連發轉輪式肩射型榴彈發射器，發射40毫米無彈殼榴彈。

## 歷史
1993年和1994年間，位於圖拉的前苏联運動及狩獵武器中央設計研究局（TsKIB SOO）設計了RG-6；它是針對在車臣戰爭得出的經驗，為在身處於城市戰鬥當中的戰鬥小分隊提供一款壓制火力的步兵支援武器，用以填補在枪挂型榴弹发射器（GP-25）和自動榴弹发射器（AGS-17）之間的火力空白。RG-6在1990年代中期少量生產，並已經裝備在一部分俄羅斯陸軍和內務部的特種部隊和特遣隊。據說它在第二次車臣戰爭中使用的效果令人滿意，尤其適合伏擊行動，因為可以迅速發射6發榴彈覆蓋目標區域，而重量和尺寸又比自動榴彈發射器要小，方便徒步攜帶。目前已經在俄羅斯軍隊的各個部隊之中廣泛使用。

## 設計細節

### 特徵
RG-6的原理其實是參考南非的米尔科姆转轮连发式榴弹发射器（英語：Multiple Grenade Launcher，簡稱：MGL），也是利用卷簧驅動6發式轉輪彈倉。不同在於RG-6使用俄羅斯自行研製的40毫米無彈殼榴彈，包括VOG-25觸爆式榴彈和VOG-25P跳炸空爆榴彈。即使在具體結構和操作方式上，RG-6和MGL亦有著較大的區別。雖然武器的設計比較粗糙，但相對的設計可靠和持久，而且容易拆卸清洗和潤滑。

### 操作機構
RG-6前端的“槍管”是假的，只是一根比彈徑略大的滑膛管道，射出的彈頭並不與假槍管的內壁接觸。真正的槍管其實就是轉輪以內的彈膛本身，因此彈膛內有12條很短的右旋膛線溝槽。而RG-6的轉輪可說是把6根GP-30的槍管呈梅花狀排列成弹巢形轉輪。其假槍管的用途其實是用於固定前握把、機械瞄具、槍背帶環和彈巢前圓形護蓋。
RG-6不只是彈膛是直接採用了GP-30的槍管，就連其雙動操作扳機也是直接採用了GP-30的設計，並且增加了手動保險和自動保險。而其黑色手槍握把則來自AK-100系列。
RG-6通過扳機護環下方、轉輪及彈巢後擋板中央設有的挂鉤型開關向後拉動以釋放轉輪軸銷，就能打開轉輪前面的護蓋，並且與轉輪分離以露出轉輪上的彈巢（並且是膛室和真槍管）口部。在重新裝填時，轉輪前部的槍身（包括其假槍管）會脫離轉輪軸銷並且以彈巢上方的金屬管為軸心旋轉180度後打開彈巢前端，露出轉輪上的膛室口部。然後便可以將榴彈一發接一發裝入每個膛室內（因為轉輪為固定式，無法從RG-6上拆除），而且和GP-30一樣的是，RG-6在發射後不需要抽殼便可從轉輪的前面直接裝填。裝填時需要把榴彈的從有膛線的槍口裝進去並要卡在定位銷上，否則槍口垂下時榴彈可能會因前移而導致擊針不能打擊到底火。榴彈裝填完畢以後再把彈巢向左旋轉以扭緊內置的卷簧（類似上發條）。再以彈巢上方的金屬管為軸心旋轉托架轉輪前部的槍身180度以重新關閉槍身，並且將轉輪軸銷重新插入軸銷口重新閉鎖。此時便完成裝彈過程。
RG-6在扣下雙動操作扳機時就會到位，而擊針在扣下扳機並且解脫阻鐵以後就會擊發榴彈的底火以發射榴彈。高壓火藥燃氣的壓力會利用導氣孔推動活塞向上驅動棘輪卡鎖向前以釋放轉輪，並且在簧力的作用以下讓卷簧推動膛室作60°旋轉，直到下一個膛室的底火與擊針和槍管連成一線，於是就可以發射下一發榴彈。如果發生了出現不發榴彈（扣下扳機也不發射），扳機仍然可以反復扣下後直到發射為止。

### 瞄準具
RG-6採用的是立式標尺機械瞄具，不使用時立式標尺照門和片狀準星均可折疊。可惜由於RG-6並無整合或裝上瞄準鏡導軌，因此不能裝上光學瞄準鏡。

### 槍托
RG-6採用了具有伸縮式橡膠底板緩衝墊槍托，伸縮式設計使得其能縮入收納金属管內以節省空間，在射擊時可以減少震動。槍托亦具有槍背帶環。

### 配件

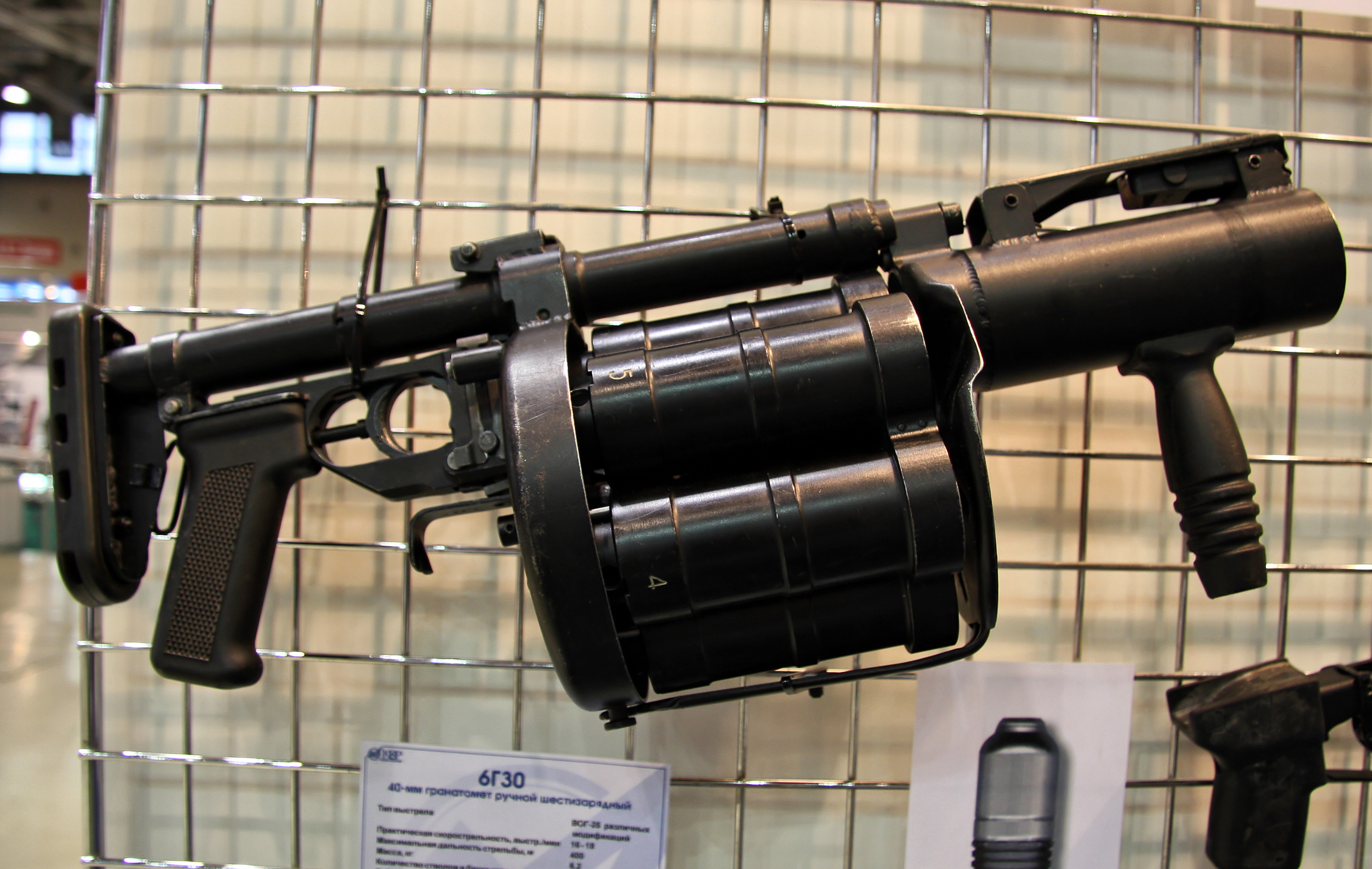
2011年俄羅斯國際軍警安防設備展（Interpolitex 2011）上展出的RG-6連發式肩射型榴彈發射器。

RG-6發射的榴彈除了VOG-25（俄語：ВОГ-25）和VOG-25P（俄語：ВОГ-25П）兩種40毫米無彈殼殺傷榴彈外，還有其訓練彈、照明彈、煙霧彈和催淚彈，後者主要由內務部部隊使用，以便減少致命傷害以下制止暴動。

## 使用國

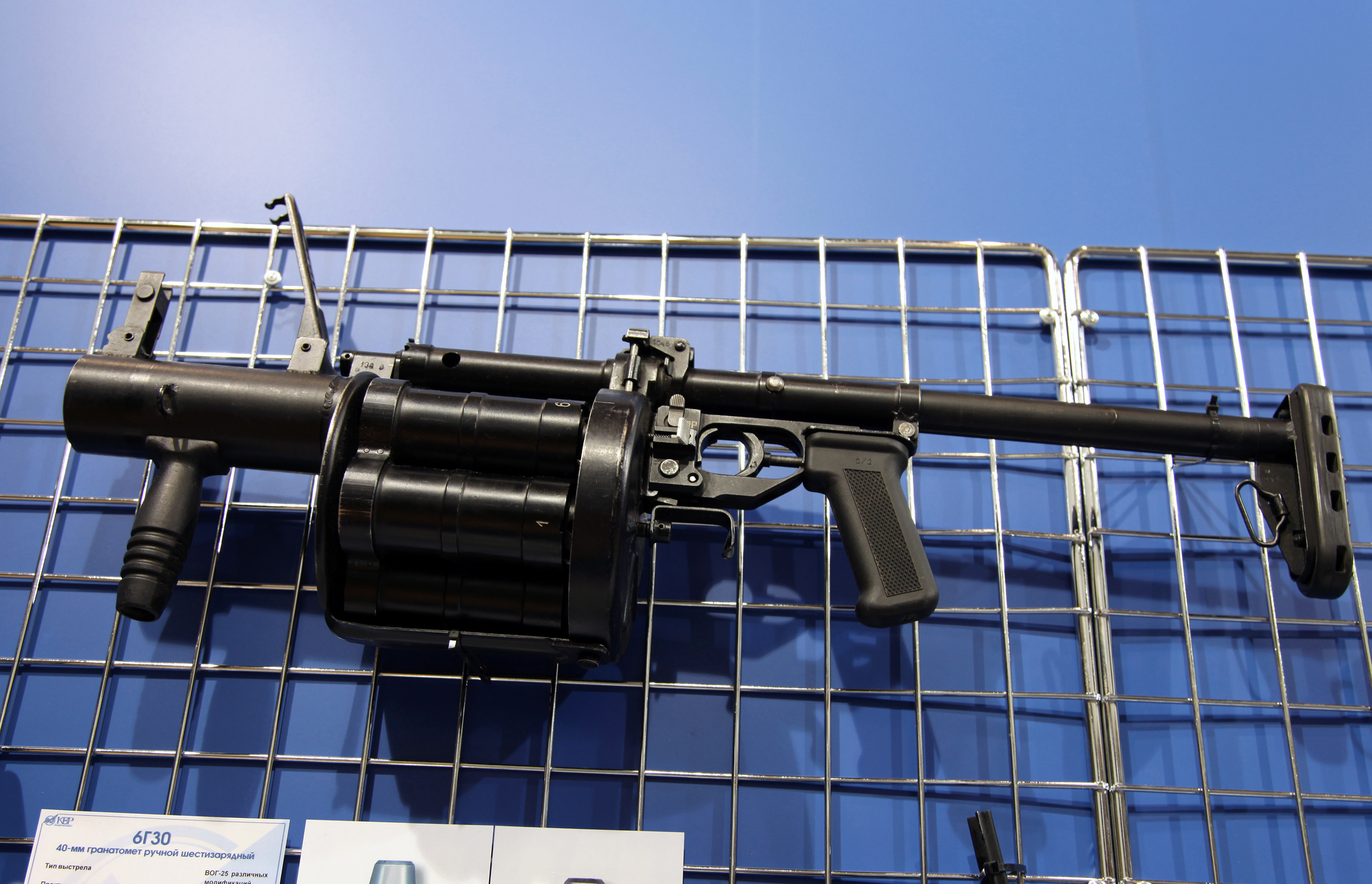
2012年俄羅斯國際軍警安防設備展（Interpolitex 2012）上展出的RG-6連發式肩射型榴彈發射器

- 蒙古国
  - 特警單位[3]
- 俄羅斯
  - 俄羅斯聯邦武裝力量
  - 俄罗斯联邦内务部
  - 俄羅斯聯邦國家近衛軍

## 流行文化

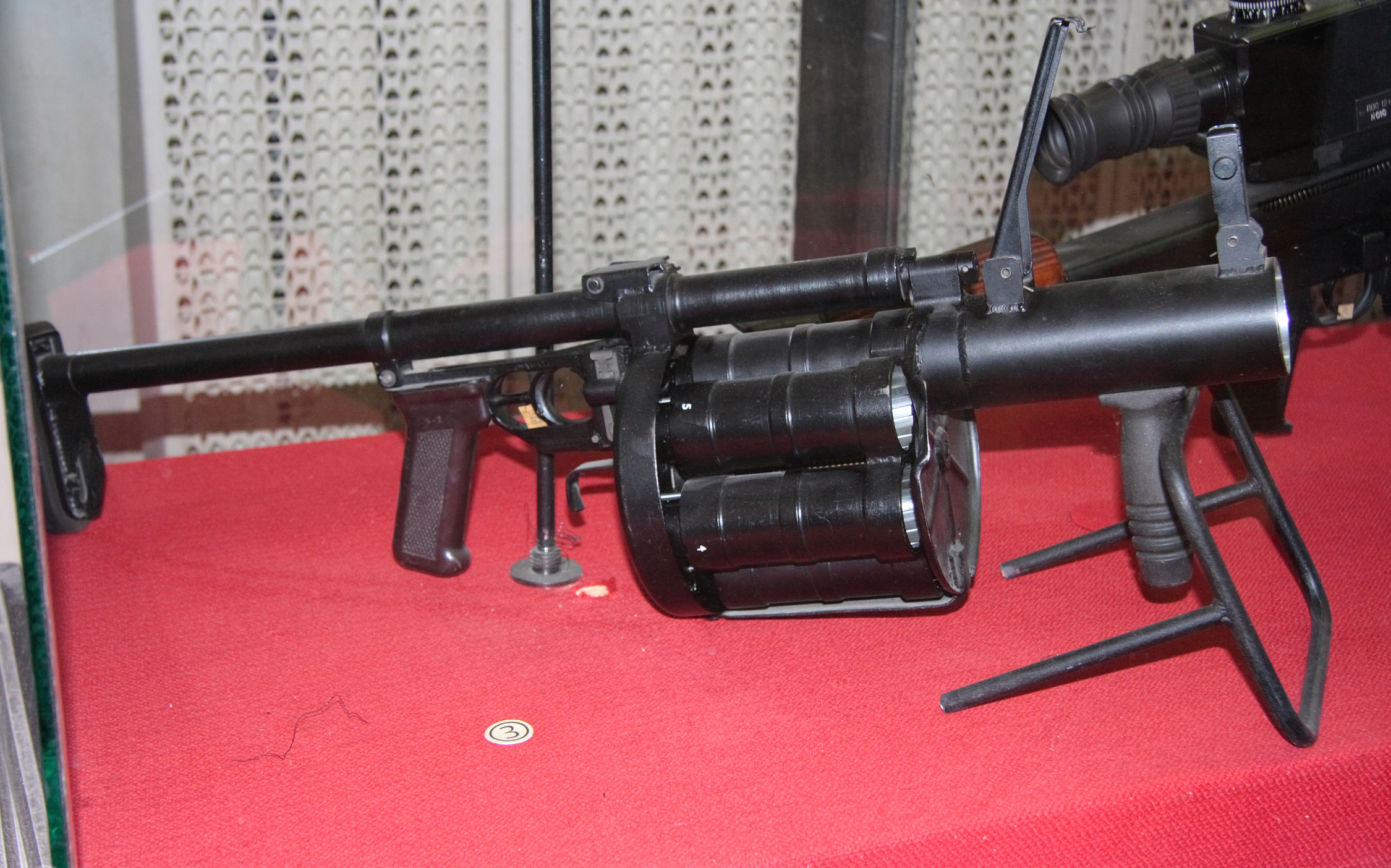
在圖拉國家武器博物館上展出的RG-6連發式肩射型榴彈發射器。

### 电子游戏
- 2001年—：命名為“6G30”，由蘇聯軍隊所使用。
- 2006年—：遊戲中唯一的榴彈發射器，命名為“榴彈發射器”。
- 2007年—：遊戲中唯一的肩射型榴彈發射器，命名為“牛頭犬6”（英語：Bulldog 6）。
- 2008年—：遊戲中唯一的肩射型榴彈發射器，命名為“牛頭犬6”（英語：Bulldog 6）。
- 2021年—：無槍托，命名為“MGL-6”，奇怪的使用使用北約口徑40×46毫米榴彈。
- 2022年—《蔚藍檔案》：間宵時雨的固有武器「Spring Punch」原型。

## 資料來源
1. 1 2 3 4 5  .   [2013-05-15]. （原始内容存档于2013-12-04）.
2. ↑  ГП，全寫：Гранатомёт Подствольный，意為：榴彈發射器
3. ↑  .   [2013-10-11]. （原始内容存档于2014-07-02）.

## 外部連結
- （俄文）—KBP官方網站（页面存档备份，存于）
- （英文）—Modern Firearms—RG-6 / 6G30 40mm grenade launcher（页面存档备份，存于）
- （英文）—Weapon.ge—RG-6 / 6G30
- （英文）—EnemyForces.com—Revolving Grenade Charger RG- 6（页面存档备份，存于）
- （英文）—Gunpedia—RG-6（页面存档备份，存于）
- （英文）—Zonawar.ru—6G 30 revolver grenade launcher
- （英文）—Military, Security and Civilian Guns—RG-6 (6G39)（页面存档备份，存于）
- （俄文）—Револьверный гранатомет РГ-6
- （俄文）—Ручной гранатомет РГ-6（页面存档备份，存于）
- （简体中文）—槍炮世界—RG-6榴弹发射器（页面存档备份，存于）
- （简体中文）—新浪军事—特种利器之：俄罗斯RG-6轻型榴弹发射器（页面存档备份，存于）